# Могош (Алба)
Могош (рум. Mogoș) насеље је у Румунији у округу Алба у општини Могош. Oпштина се налази на надморској висини од 791 m.

## Становништво
Према подацима из 2011. године у насељу је живело 158 становника.